# Capri Montes
I Capri Montes sono una struttura geologica della superficie di Marte.